# Arichanna barteli
Arichanna barteli là một loài bướm đêm trong họ Geometridae.